# 青ヶ島の子供たち 女教師の記録
『青ヶ島の子供たち 女教師の記録』（あおがしまのこどもたち じょきょうしのきろく）は、1955年公開の日本映画。中川信夫監督、新東宝製作・配給、白黒映画、スタンダード・サイズ、11巻 / 2,629メートル（1時間36分）。

## 概要
戦後教育のモデル校と僻地の分校の子供たちの姿を、その両方に赴任した女教師の目を通して描いた中川信夫監督作品。当時の文部省選定を受けた。
リアルタイムの社会や世相が描かれている。また、映画の中盤以降は、まだ島に港がなく、上陸するにはフェリーから小舟に乗り換えて岩だらけの入江に入らなければならず、冬には海が荒れて本土との連絡がまったく途絶えてしまうという、1950年代当時の東京都青ヶ島の厳しい生活環境が、現地ロケーションによってドキュメントされている。中川信夫はこの作品を、当時社会派の話題作を発表していた山本薩夫を意識して監督したことを証言している。
左幸子は『思春の泉』（1953年）以来、2度目の中川信夫作品出演である。『地獄』（1960年）の沼田曜一と『憲兵と幽霊』（1958年）の中山昭二が、本作品で中川映画に初出演した。また『東海道四谷怪談』（1959年）の若杉嘉津子が東京の教師役で、校庭で生徒とバレーボールをするシーンとPTA会合のシーンで、台詞なしで2カット出演している。

## あらすじ
学芸大学を卒業したばかりの理想に燃える新人教師・広江節子が、戦後教育のモデル校である東京の日吉台小学校に赴任してくる。4年2組を担任することになった節子は、最初のホームルームで、自分の故郷である青ヶ島の話をする。八丈島の南西にある青ヶ島は、港を持たない孤島である。節子は、史上初めて東京の大学を卒業した青ヶ島の人間だった。
クラスに溶け込めない転校生を気遣ったり、故郷から集団就職で上京しやはり東京に溶け込めない少年の面倒を見たりしながら、節子の初めての一学期はあっという間に過ぎ去ってしまう。初めての夏休みに、八丈島の漁協に勤める青年と結婚することになった妹・良子の婚礼に出席するために帰郷した節子は、日々の過酷な暮らしに追われて勉強をする時間もない島の子供たちの姿を目にする。その子供たちに節子が近づいていこうとすると、子供たちは節子を「ハイカラさん」と呼んでよそよそしく接する。故郷の子供たちから思わぬ拒絶を受けた節子は、東京から赴任してくる教師が長続きしないためにたった一人で分校を取り仕切る安成先生の姿を見て、島に戻る決心をするのだった。
日吉台小学校を9月で辞めて、10月、青ヶ島近辺を通る最後のフェリーで帰郷した節子は、島の分校に赴任する。しかし、彼女が島で直面したものは、過酷な自然や村の因習に縛られて夢を失いそうになりながらも、毎日を精一杯生きる子供たちの姿だった。節子は島の子供たちを励まし、日吉台小学校のかつての教え子たちには島の子供たちを紹介する手紙や写真を送る。
ところが、その年の冬は例年にまして島の海が荒れて貨物の定期便さえ辿り着けなくなり、島の人々は飢えに苦しむ。節子からの手紙が来なくなったことで島の窮状を知った日吉台小学校の子供たちはホームルームで島に支援物資を送ろうと決める。それを提案したのは、クラスに溶け込めなかったのを節子やクラスメートに励まされて立ち直った島田少年だった。彼の父は航空貨物を扱う会社の社長であり、航空便で島に救援物資を投下しようということになる。
完全に外部との連絡が途絶した青ヶ島村では、島の窮状を前にして何も出来ない節子が絶望していた。節子は安成に教師を辞めたいと弱音を吐き、安成に諭される。その節子の耳に、救援物資を満載した飛行機のプロペラ音が轟く。島のあちこちに投下される救援物資が、日吉台小学校の子供たちからの贈り物であることを知った節子は、希望を取り戻すのだった。

## スタッフ
- 監督： 中川信夫
- 企画： 柴田万三
- 原案： 青木営治
- 脚本： 館岡謙之助
- 撮影： 岡戸嘉外
- 美術： 進藤誠吾
- 照明： 小山正治
- 録音： 中野倫治
- 音楽： 服部正
- 編集： 後藤敏男
- 助監督： 曲谷守平

## キャスト
- 広江節子： 左幸子
- 山田千枝： 杉村春子
- 松川校長： 宇野重吉
- 安成先生： 沼田曜一
- 森先生： 中山昭二
- 広江良子： 池内淳子
- 広江民之助： 浅野進治郎
- 広江松子： 滝花久子
- 田島先生： 増田順二
- 東先生：若杉嘉津子
- 魚源さん： 田中春男
- 馬場校長： 林幹
- 佐々木三郎： 水落晴光
- 巫女： 小峰千代子
- 五年生・東助： 森木淳
- 東助の父： 宇田勝哉
- 東助の母： 三好久子
- 島田夫人： 相馬千恵子
- 島田氏： 佐分利信（特別出演）
- 娘・照子： 香川京子（特別出演）
- 子役： 劇団N・B・K児童部（賛助出演）

## エピソード
- 本作品ではじめて中川信夫作品に出演した沼田曜一は、青ヶ島のロケーションにも参加している。沼田はこのロケーションを「撮影ってのはこんなに酒を飲むものか」と驚いたと回想している[3]。撮影の合間に「島だからすることがない」と言ってスタッフ全員が車座に座って酒を酌み交わす飲み会は、楽しい思い出だったという[3]。生まれて初めて受けた中川の演出については、詳しい演技指導がなく、もしも要求された演技が出来なければすぐにカメラの角度が変えられ、そのたびに自分の未熟さを思い知らされたと語っている[4]。詳細に演技を指導し、出来なければ何度でもやり直す監督よりも、中川のような演出をする監督の方が怖かったと当時を回想している[4]。
- 大映から1952年に新東宝に移籍した若杉嘉津子は、本作品への出演が中川信夫の出会いとされている[5]。しかし、若杉はこの作品に出演した記憶を長い間なくしていたと語っている[5]。2000年に出版された『妖艶 幻想 怪奇 慈愛 若杉嘉津子』の中で、若杉はインタビュアーの円尾敏郎から指摘されその記憶を甦らして「それが全然（中略）忘れてるの」と驚いたという[5]。

## 備考
- 青ヶ島分校の馬場校長役は、『映画監督 中川信夫』『地獄でヨーイ・ハイ!』にそれぞれ所収のフィルモグラフィー[6][7]、ならびに日本映画データベース[8]、キネマ旬報映画データベース[9]、allcinema ONLINE[10]ではすべて「林寛」（中川作品『地獄』などに出演した俳優）と表記されているが、本編映画を観たところこれは明らかな間違いである。クレジットタイトルならびにこの配役で出演しているのは、『ゴジラ』で国会委員長役を演じた林幹である。したがって、本項目「キャスト」では当該キャストの表記を「林幹」に訂正した。
- 本作品もデータベースによりメインタイトル表記が異なる。公開当時のキネマ旬報134号『作品紹介』ならびにキネマ旬報データベース、および文献『映画監督 中川信夫』では『青カ島の子供たち 女教師の記録』であり[6][9]、日本映画データベース、allcinema onlineおよび文献『若杉嘉津子』と『地獄でヨーイ・ハイ！』では『青ヶ島の子供たち 女教師の記録』である[8][10][11][7]。映画本編のメインタイトルは『青ヶ島の子供たち 女教師の記録』と表記され、左幸子は映画の冒頭4分43秒で黒板に「青ヶ島」と書いている[2]。公開当時メインタイトルが『青カ島』と記入されていたものが改題再公開された形跡を調べてみたが、公開当時のポスターは発見できず、改題されたことは確認されたが改題タイトルは『絶海のSOS』（改題時期不明）である。公開当時のタイトル名を項目名にすべきだが不明のままであり、また島の正式名称が「青ヶ島村」と表記される[12]ことも考慮して、本項目名は『青ヶ島の子供たち 女教師の記録』とした。